# Boris Pandža
Boris Pandža (Mostar, 15 dicembre 1986) è un ex calciatore bosniaco, di ruolo difensore.

## Statistiche

### Cronologia presenze e reti in nazionale
| Cronologia completa delle presenze e delle reti in nazionale ― Bosnia ed Erzegovina | Cronologia completa delle presenze e delle reti in nazionale ― Bosnia ed Erzegovina | Cronologia completa delle presenze e delle reti in nazionale ― Bosnia ed Erzegovina | Cronologia completa delle presenze e delle reti in nazionale ― Bosnia ed Erzegovina | Cronologia completa delle presenze e delle reti in nazionale ― Bosnia ed Erzegovina | Cronologia completa delle presenze e delle reti in nazionale ― Bosnia ed Erzegovina | Cronologia completa delle presenze e delle reti in nazionale ― Bosnia ed Erzegovina | Cronologia completa delle presenze e delle reti in nazionale ― Bosnia ed Erzegovina |
| Data                                                                                | Città                                                                               | In casa                                                                             | Risultato                                                                           | Ospiti                                                                              | Competizione                                                                        | Reti                                                                                | Note                                                                                |
| ----------------------------------------------------------------------------------- | ----------------------------------------------------------------------------------- | ----------------------------------------------------------------------------------- | ----------------------------------------------------------------------------------- | ----------------------------------------------------------------------------------- | ----------------------------------------------------------------------------------- | ----------------------------------------------------------------------------------- | ----------------------------------------------------------------------------------- |
| 2-6-2007                                                                            | Sarajevo                                                                            | Bosnia ed Erzegovina                                                                | 3 – 2                                                                               | Turchia                                                                             | Qual. Euro 2008                                                                     | -                                                                                   | 90’                                                                                 |
| 6-6-2007                                                                            | Sarajevo                                                                            | Bosnia ed Erzegovina                                                                | 1 – 0                                                                               | Malta                                                                               | Qual. Euro 2008                                                                     | -                                                                                   |                                                                                     |
| 1-6-2008                                                                            | Zenica                                                                              | Bosnia ed Erzegovina                                                                | 1 – 0                                                                               | Azerbaigian                                                                         | Amichevole                                                                          | -                                                                                   |                                                                                     |
| 28-3-2009                                                                           | Bruxelles                                                                           | Belgio                                                                              | 2 – 4                                                                               | Bosnia ed Erzegovina                                                                | Qual. Mondiali 2010                                                                 | -                                                                                   |                                                                                     |
| 1-4-2009                                                                            | Zenica                                                                              | Bosnia ed Erzegovina                                                                | 2 – 1                                                                               | Belgio                                                                              | Qual. Mondiali 2010                                                                 | -                                                                                   |                                                                                     |
| 9-6-2009                                                                            | Cannes                                                                              | Oman                                                                                | 1 – 2                                                                               | Bosnia ed Erzegovina                                                                | Amichevole                                                                          | -                                                                                   |                                                                                     |
| 12-8-2009                                                                           | Sarajevo                                                                            | Bosnia ed Erzegovina                                                                | 2 – 3                                                                               | Iran                                                                                | Amichevole                                                                          | -                                                                                   | 73’                                                                                 |
| 18-11-2009                                                                          | Zenica                                                                              | Bosnia ed Erzegovina                                                                | 0 – 1                                                                               | Portogallo                                                                          | Qual. Mondiali 2010                                                                 | -                                                                                   |                                                                                     |
| 29-5-2010                                                                           | Solna                                                                               | Svezia                                                                              | 4 – 2                                                                               | Bosnia ed Erzegovina                                                                | Amichevole                                                                          | -                                                                                   | 44’ 46’                                                                             |
| 10-8-2010                                                                           | Sarajevo                                                                            | Bosnia ed Erzegovina                                                                | 1 – 1                                                                               | Qatar                                                                               | Amichevole                                                                          | -                                                                                   | 66’                                                                                 |
| 8-10-2010                                                                           | Tirana                                                                              | Albania                                                                             | 1 – 1                                                                               | Bosnia ed Erzegovina                                                                | Qual. Euro 2012                                                                     | -                                                                                   | 46’                                                                                 |
| 17-11-2010                                                                          | Bratislava                                                                          | Slovacchia                                                                          | 2 – 3                                                                               | Bosnia ed Erzegovina                                                                | Amichevole                                                                          | -                                                                                   |                                                                                     |
| 7-6-2011                                                                            | Zenica                                                                              | Bosnia ed Erzegovina                                                                | 2 – 0                                                                               | Albania                                                                             | Qual. Euro 2012                                                                     | -                                                                                   |                                                                                     |
| 10-8-2011                                                                           | Sarajevo                                                                            | Bosnia ed Erzegovina                                                                | 0 – 0                                                                               | Grecia                                                                              | Amichevole                                                                          | -                                                                                   | 35’                                                                                 |
| 2-9-2011                                                                            | Minsk                                                                               | Bielorussia                                                                         | 0 – 2                                                                               | Bosnia ed Erzegovina                                                                | Qual. Euro 2012                                                                     | -                                                                                   |                                                                                     |
| 6-9-2011                                                                            | Zenica                                                                              | Bosnia ed Erzegovina                                                                | 1 – 0                                                                               | Bielorussia                                                                         | Qual. Euro 2012                                                                     | -                                                                                   | 33’ 45’                                                                             |
| 11-10-2011                                                                          | Saint-Denis                                                                         | Francia                                                                             | 1 – 1                                                                               | Bosnia ed Erzegovina                                                                | Qual. Euro 2012                                                                     | -                                                                                   | 68’                                                                                 |
| 28-2-2012                                                                           | San Gallo                                                                           | Bosnia ed Erzegovina                                                                | 1 – 2                                                                               | Brasile                                                                             | Amichevole                                                                          | -                                                                                   |                                                                                     |
| 26-5-2012                                                                           | Dublino                                                                             | Irlanda                                                                             | 1 – 0                                                                               | Bosnia ed Erzegovina                                                                | Amichevole                                                                          | -                                                                                   |                                                                                     |
| 31-5-2012                                                                           | Chicago                                                                             | Messico                                                                             | 2 – 1                                                                               | Bosnia ed Erzegovina                                                                | Amichevole                                                                          | -                                                                                   |                                                                                     |
| 15-8-2012                                                                           | Llanelli                                                                            | Galles                                                                              | 0 – 2                                                                               | Bosnia ed Erzegovina                                                                | Amichevole                                                                          | -                                                                                   | 40’ 71’                                                                             |
| Totale                                                                              |                                                                                     | Presenze                                                                            | 21                                                                                  |                                                                                     | Reti                                                                                | 0                                                                                   |                                                                                     |

## Palmarès

### Club

#### Competizioni nazionali
- Coppa di Croazia: 1

Hajduk Spalato: 2009-2010
- Coppa della Bosnia ed Erzegovina: 1

Široki Brijeg: 2016-2017